# Myslív
Myslív település Csehországban, a Klatovyi járásban. Myslív Polánka, Pačejov, Nalžovské Hory, Plánice, Mileč, Kramolín, Nekvasovy, Kovčín, Nehodiv és Olšany településekkel határos. Lakosainak száma 425 fő (2024. január 1.).

## Népesség
A település lakosságának változását az alábbi diagram mutatja:
| Lakosok száma | 1211 | 1135 | 1133 | 770  | 626  | 471  | 413  | 426  | 419  | 425  |
|               | 1869 | 1890 | 1921 | 1950 | 1980 | 2001 | 2017 | 2019 | 2022 | 2024 |

## Galéria

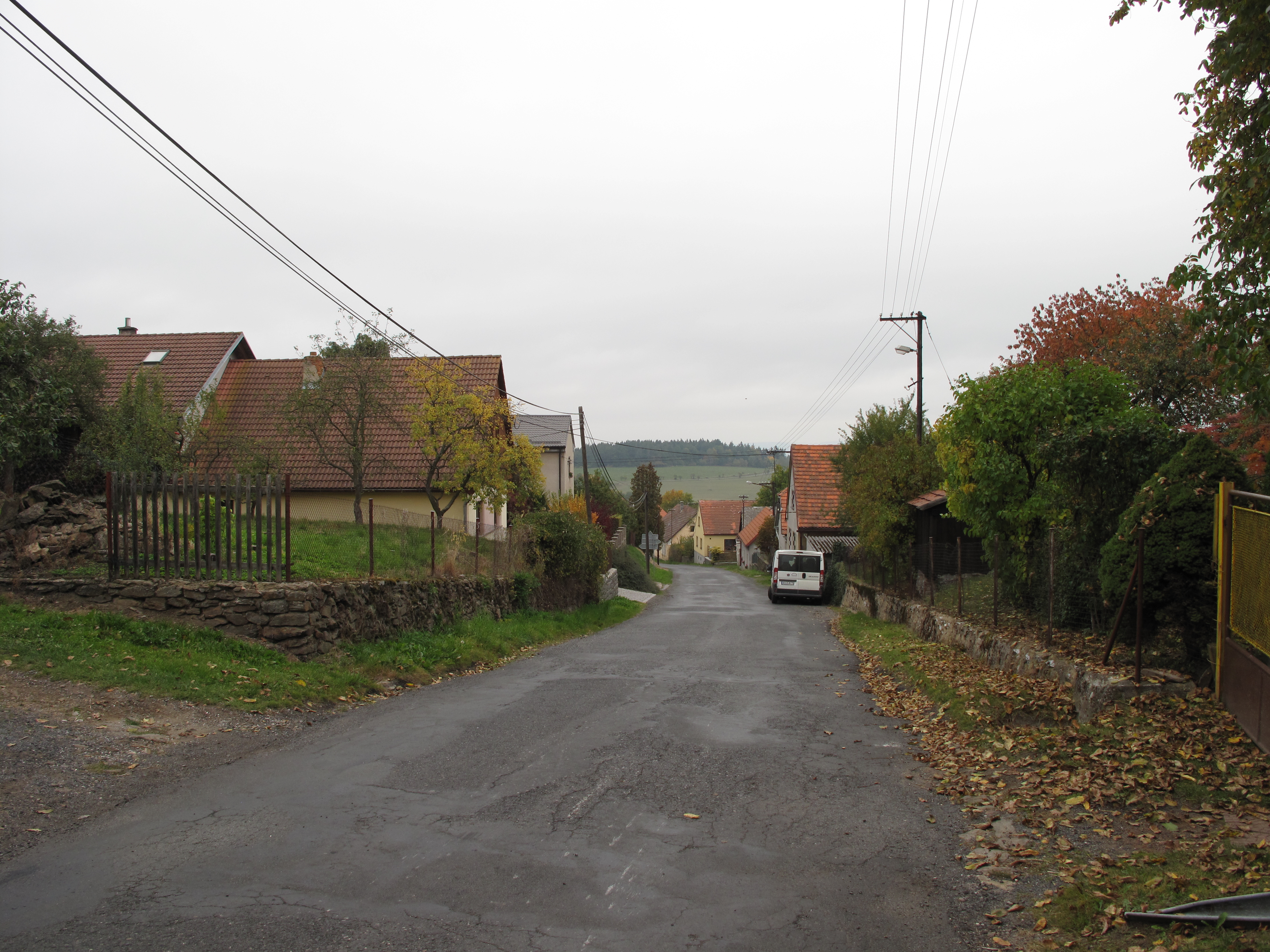
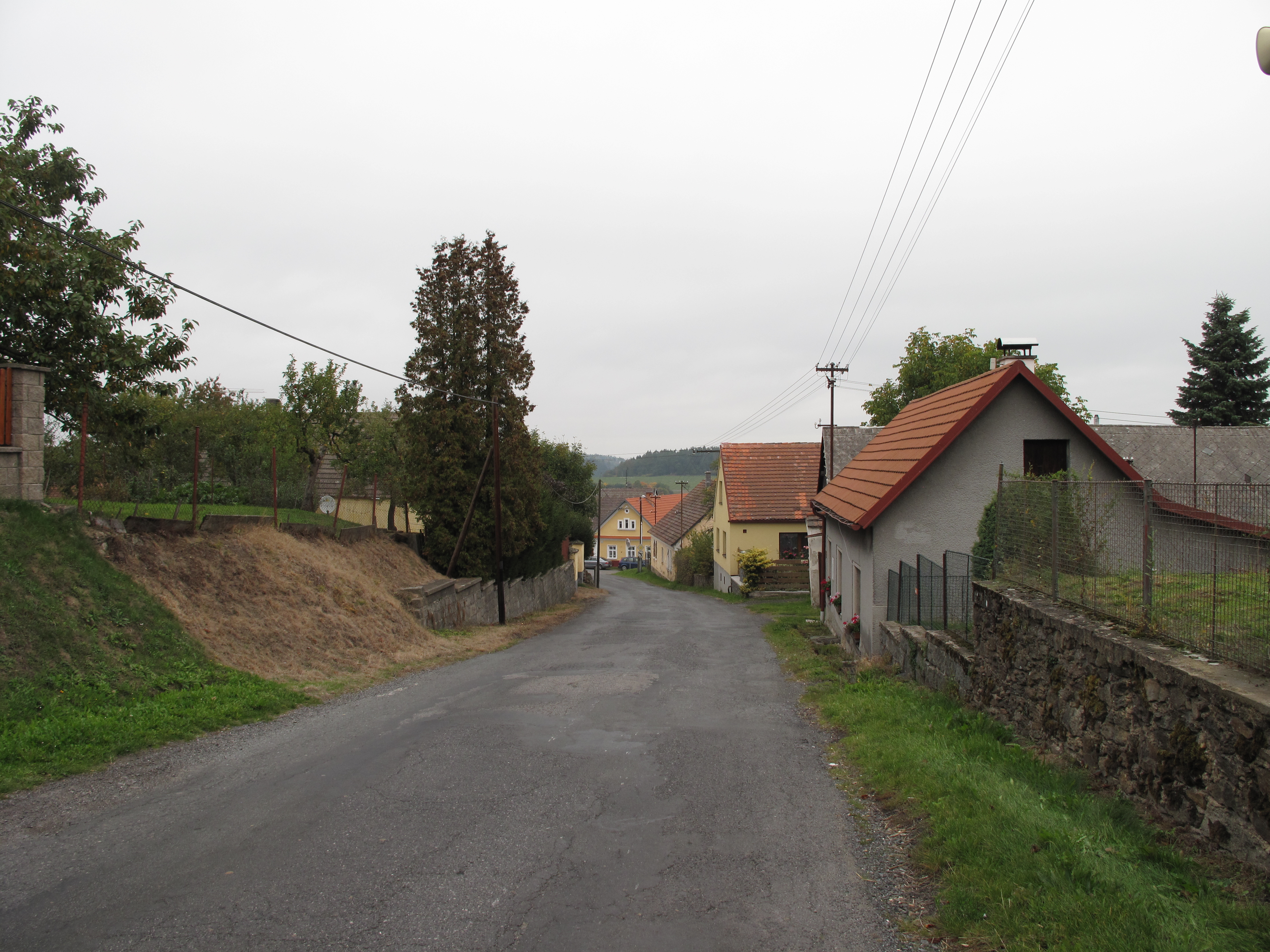
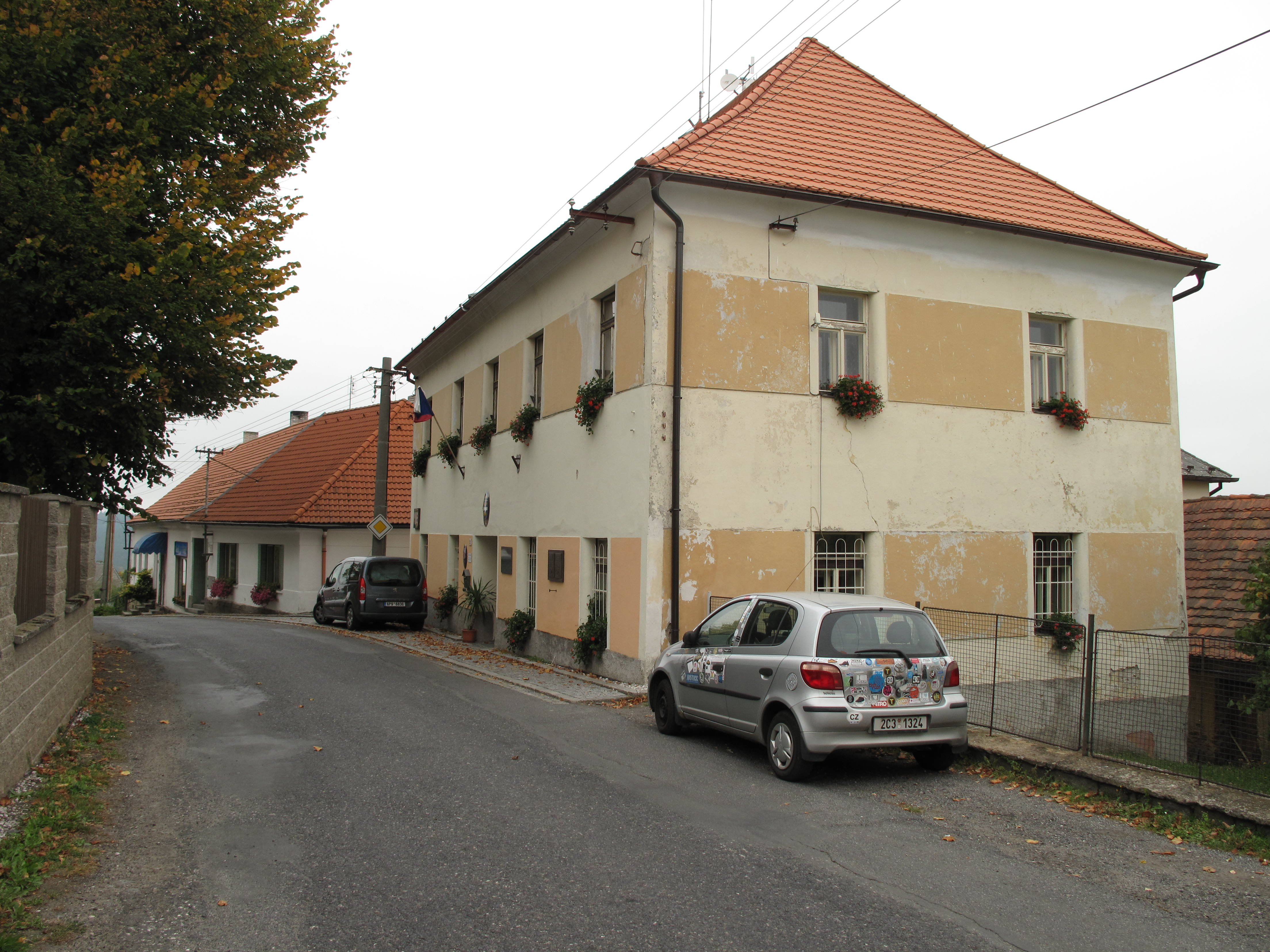